# Lolamoviola
Lolamoviola was een televisiereeks van de Nederlandse VPRO televisie, die werd opgezet door Bram van Splunteren en zijn eerste seizoen beleefde in 1993. Jonge filmmakers kregen (weliswaar met een laag budget) de kans een eenmalige televisiefilm te maken. Bekende films die tijdens dit project zijn gemaakt zijn onder andere: Coma, Achilles en het zebrapad, Hoerenpreek en De vanger.
In 2003 werden de budgetten wat opgeschroefd en mochten iets meer ervaren regisseurs ook aanschuiven, hierbij werd de naam omgedoopt in De Nieuwe Lola's.
De serie opzichzelfstaande films betekende het begin van de carrière van onder meer de regisseurs Paul Ruven, Ian Kerkhof, Martin Koolhoven, Lodewijk Crijns, Tallulah Hazekamp Schwab, Nanouk Leopold, Ineke Smits, Hans Teeuwen, David Lammers, Paula van der Oest, Frank Ketelaar, Joram Lürsen, Kate Brown, Jaap van Eyck en André van der Hout.

## Prijzen
In 1994 maakte Paula van der Oest de televisiefilm Coma voor de reeks; met deze film wist ze een Gouden Kalf te winnen in de categorie Beste televisiedrama, tevens wist ze de Charlotte Köhler-scenarioprijs met het scenario van de film te winnen.